# استان امبو
استان امبو (به اسپانیایی: Ambo Province) یک استان در پرو است که در منطقه اوئانوکو واقع شده‌است.